# Jacobus Fontanus
Jacobus Fontanus (-1528) fue un historiador, jurista y de los caballeros Hospitalarios nacido en Flandes.
En el año 1404 los caballeros de Rodas tomaron posesión de Halicarnaso y construyeron la presente ciudadela, a la que dieron el nombre castillo de San Pedro. Fontanus el historiador del sitio de Rodas (1522), del cual fue contemporáneo, dice que un caballero alemán llamado Henry Schlegelholt, empezó a construirla con los materiales del Mausoleo (cita sacada de la obra de L. Schmitz «The classical Museum», London, 1848)

## Biografía
Fontanus fue un erudito jurisconsulto y juez de la corte de apelación del pueblo de Malta  nacido en Brujas, y era íntimo amigo del gran maestre  de la Orden de San Juan de Jerusalén   Philippe Villiers de L'Isle-Adam (1464-1534), de la misma familia que el mariscal de Francia Jean  Villiers de l'Isle-Adam (1384-), fue embajador de su Orden en Francia, elevado a la dignidad suprema en 1521, y partió hacia Rodas porque meditaba asediar la ciudad Solimán el Magnífico, trabajando Villiers con un ardor infatigable en una estrategia de guerra defensiva de la ciudad griega Rodas, dejando una obra sobre el asedio de Rodas Fontanus intitulada «Carta a Adriano VI sobre la expugnación de Rodas», Bale, 1538, confinamiento de la ciudad que se inició en 1522 con la aparición de la flota de los otomanos, que llevaban muchas armas de asedio, 40.000 soldados y 60.000 paisanos para los trabajos del cerco frente  a los defensores de la isla con 6.600 caballeros, 4.500 soldados y voluntarios civiles que demandaran armas para la lucha, uno de los hechos más memorables en la historia militar por la resistencia ofrecida por los paladines de Rodas, en el que participó Fontanus.p
La obra citada anteriormente sobre la circuvalación de Rodas de Fontanus, localidad que tomó Solimán el Magnífico, después de seis meses de heroica oposición de sus defensores liderada por el gran maestre Villiers, invadiendo aquel posteriormente la Hungría, se apropió de Belgrado a viva fuerza, tomó a Buda y llegó a Viena en 1532,   fue traducida al español por Christoval de Arcos, y es autor Fontanus de otras obras, como las siguientes: 
- «De la guerra de Rodas», 1525, traducida al idioma italiano por Francesco Sansovino (1521-1586), doctor en leyes por Bolonia y literato nacido en Roma, autor también de una obra sobre Venecia nobilísima y singular, institución de la Orden del Toisón de Oro, del gobierno de los reinos y repúblicas antiguas y modernas en 24 libros, una obra sobre la Casa de Orsini, del arte de la oratoria, historia del Imperio otomano, Venecia descrita y otras; traducida al alemán por Ottmar Luscinius de Estrasburgo (1487-1537), quien estudió en su villa natal, París, Padua, Lovaina, y Viena, y visitó Hungría, Transilvania, Turquía, etc. y profesa la literatura griega en Augsburgo, primer predicador de la iglesia de Bale «Der stadt Rhodis durch den Türschen im jar 1522», 1528.
- Una edición con  concordancias y adiciones al Código de Justiniano, haciendo este variaciones de su primer código en el 534, al cual anuló dando únicamente fuerza de ley y autoridad al examinado últimamente o de la segunda edición llamado «Codex repetitae praelectionis», editando después de esta revisión 165 constituciones y 14 edictos que se llamaron Novelas y desde entonces el derecho civil se compuso de lo siguiente:
  - Del Código
  - Del Digesto
  - De las Institutas
  - Las Novelas
- Ilustra una obra de derecho romano sobre el legado y la sucesión del poeta de Italia y consejero de Ranuccio Farnesio (Cardenal), duque de Parma,  Sforza degli Oddi (1540-1611), primer lector de la universidad de Parma, autor además de las siguientes obras: «L'erofilomachia», Venetia, 1578, «Prigione d'amore», Venetia, 1592, y «Commedie», Perugia, 2011.
- Una obra de decretales pontificias junto al jurista e historiador  Egidio Perrino (1508-1533) quien dejó escrita una biografía de Justiniano, una obra sobre el glosador Accursius (1182-1260) y una edición junto al jurista que ejerció en Bourges y Orleans y primo hermano de Calvino, Antoine Leconte (1508-1533) del Corpus iuris civilis en 6 vols, este prometió una edición completa de las obras del jurisconsulto y profesor de derecho en Bolonia Dinus de Mugello (1254-1300) quien compiló 6 libros de decretales por mandato de Bonifacio VIII.

## Obras
- Compendiosae substitutionis tractatus, Ferrariae, 1592.
- Extravagantes sedulo recognitae, Antverpiae, 1572.
- Extravagantes Ioannis XXII,..., Lugduni, Hugonem a Porta, 1559.
- Sextus decretalium liber Aegidi Perrini,.., Lugduni, 1559.
- Codex Justinianis Principis Codex.., Lugduni, J. Mcelim, 1528.
- De bello Rhodio, 1527.
- Jacobo bastardi a Bourbon magna Expugnatio insulae Rhodis a Solymano, Parisiis, 1527.
- La grande et merveveilleuse et tres cruelle Oppugnation de la noble cite de Rhodes,.., 1527.
- La muy lamentable conquista y cruenta batalla de Rhodas:.., 1526.